# Хованка
Хова́нка (устар. Ховань) — река в Московской области России, протекает по территории городского округа Шаховская.
Впадает в Верхнерузское водохранилище; левый приток реки Белой. Известна главным образом тем, что дала имя князьям Хованским, в старину владевшим вотчинами по её течению.

## География
Река Хованка берёт начало к югу от станции Шаховская Рижского направления. Течёт на юг. Впадает в Верхерузское водохранилище у деревни Бролино. На реке расположены деревни Ховань, Софьино и Обухово. Река используется туристами в качестве пути к Верхнерузскому водохранилищу. Длина реки составляет 12 км, площадь бассейна 48,8 км².

## Данные водного реестра
По данным государственного водного реестра России относится к Окскому бассейновому округу, водохозяйственный участок реки — Руза от истока до Рузского гидроузла, речной подбассейн реки — Бассейны притоков Оки до впадения Мокши. Речной бассейн реки — Ока.
По данным геоинформационной системы водохозяйственного районирования территории РФ, подготовленной Федеральным агентством водных ресурсов:
- Код водного объекта в государственном водном реестре — 09010101112110000023232
- Код по гидрологической изученности (ГИ) — 110002323
- Код бассейна — 09.01.01.011
- Номер тома по ГИ — 10
- Выпуск по ГИ — 0